# Pero nyctopa
Pero nyctopa là một loài bướm đêm trong họ Geometridae.